# Taeniopteryx maura
Taeniopteryx maura är en bäcksländeart som först beskrevs av Pictet, F.J. 1841.  Taeniopteryx maura ingår i släktet Taeniopteryx och familjen vingbandbäcksländor. Inga underarter finns listade i Catalogue of Life.